# 第34回インディペンデント・スピリット賞
第34回インディペンデント・スピリット賞は2018年のインディペンデント系映画を対象にした映画賞。2018年11月16日にノミネーションが発表され、2019年2月23日に受賞が発表された。

## 受賞とノミネート
| 作品賞 - 『ビール・ストリートの恋人たち』 - 『エイス・グレード 世界でいちばんクールな私へ』 - 『魂のゆくえ』 - 『足跡はかき消して』 - 『ビューティフル・デイ』 | 監督賞 - バリー・ジェンキンス - 『ビール・ストリートの恋人たち』 - デブラ・グラニック - 『足跡はかき消して』 - タマラ・ジェンキンス - 『プライベート・ライフ』 - リン・ラムジー - 『ビューティフル・デイ』 - ポール・シュレイダー - 『魂のゆくえ』                                                                                                |
| 主演男優賞 - イーサン・ホーク - 『魂のゆくえ』 - ジョン・チョー - 『search/サーチ』 - ダヴィード・ディグス - 『ブラインドスポッティング』 - Christian Malheiros - 『Sócrates』 - ホアキン・フェニックス - 『ビューティフル・デイ』                                                                                     | 主演女優賞 - グレン・クローズ - 『天才作家の妻 40年目の真実』 - トニ・コレット - 『ヘレディタリー/継承』 - エルシー・フィッシャー - 『エイス・グレード 世界でいちばんクールな私へ』 - レジーナ・ホール - 『サポート・ザ・ガールズ』 - ヘレナ・ハワード - 『Madeline's Madeline』 - キャリー・マリガン - 『ワイルドライフ』                        |
| 助演男優賞 - リチャード・E・グラント - 『ある女流作家の罪と罰』 - ラウル・カスティーロ - 『We the Animals』 - アダム・ドライバー - 『ブラック・クランズマン』 - Josh Hamilton - 『エイス・グレード 世界でいちばんクールな私へ』 - ジョン・デヴィッド・ワシントン - 『Monsters and Men』                                | 助演女優賞 - レジーナ・キング - 『ビール・ストリートの恋人たち』 - ケイリー・カーター - 『プライベート・ライフ』 - タイン・デイリー - 『A Bread Factory』 - トーマシン・マッケンジー - 『足跡はかき消して』 - J・スミス＝キャメロン - 『ナンシー』                                                                                                |
| 脚本賞 - ニコール・ホロフセナー、ジェフ・ウィッティ - 『ある女流作家の罪と罰』 - リチャード・グラッツァー、レベッカ・レンキェヴィチ、ウォッシュ・ウエストモアランド - 『コレット』 - タマラ・ジェンキンス - 『プライベート・ライフ』 - ブーツ・ライリー - 『ホワイト・ボイス』 - ポール・シュレイダー - 『魂のゆくえ』 | 新人脚本賞 - ボー・バーナム - 『エイス・グレード 世界でいちばんクールな私へ』 - Christina Choe - 『ナンシー』 - コリー・フィンリー - 『サラブレッド』 - ジェニファー・フォックス - 『ジェニーの記憶』 - Laurie Shephard、クイン・シェパード - 『Blame』                                                                                           |
| 新人作品賞 - ブーツ・ライリー - 『ホワイト・ボイス』 - アリ・アスター - 『ヘレディタリー/継承』 - ポール・ダノ - 『ワイルドライフ』 - ジェニファー・フォックス - 『ジェニーの記憶』 - Jeremiah Zagar - 『We the Animals』                                                                                              | ドキュメンタリー映画賞 - 『ミスター・ロジャースのご近所さんになろう』 - 『Hale County This Morning, This Evening』 - 『行き止まりの世界に生まれて』 - 『父から息子へ 〜戦火の国より〜』 - 『ナディアの誓い - On Her Shoulders』 - 『消えた16mmフィルム』                                                                                          |
| 撮影賞 - サヨムプー・ムックディプローム - 『サスペリア』 - アシュリー・コナー - 『Madeline's Madeline』 - ディエゴ・ガルシア - 『ワイルドライフ』 - ベンジャミン・ローブ - 『マンディ 地獄のロード・ウォリアー』 - Zak Mulligan - 『We the Animals』                                                                   | 編集賞 - ジョー・ビニ - 『ビューティフル・デイ』 - Keiko Deguchi、Brian A. Kates、Jeremiah Zagar - 『We the Animals』 - ニック・フェントン、クリス・ギル、Luke Dunkley、Julian Hart - 『アメリカン・アニマルズ』 - アレックス・ホール、ゲイリー・レヴィ、アンネ・ファビニ - 『ジェニーの記憶』 - ニック・フーイ - 『Mid90s ミッドナインティーズ』 |
| 外国映画賞 - 『ROMA/ローマ』 メキシコ - 『バーニング 劇場版』 韓国 - 『女王陛下のお気に入り』 イギリス - 『幸福なラザロ』 イタリア - 『万引き家族』 日本 | |

## 複数の部門でのノミネート・受賞

### ノミネート
| ノミネート数 | 映画                                            |
| ------------ | ----------------------------------------------- |
| 4            | 『エイス・グレード 世界でいちばんクールな私へ』 |
| 4            | 『魂のゆくえ』                                  |
| 4            | 『We the Animals』                              |
| 4            | 『ビューティフル・デイ』                        |
| 3            | 『ビール・ストリートの恋人たち』                |
| 3            | 『足跡はかき消して』                            |
| 3            | 『プライベート・ライフ』                        |
| 3            | 『Sócrates』                                    |
| 3            | 『ジェニーの記憶』                              |
| 3            | 『ワイルドライフ』                              |
| 2            | 『A Bread Factory』                             |
| 2            | 『ある女流作家の罪と罰』                        |
| 2            | 『Hale County This Morning, This Evening』      |
| 2            | 『ヘレディタリー/継承』                         |
| 2            | 『Madeline's Madeline』                         |
| 2            | 『行き止まりの世界に生まれて』                  |
| 2            | 『ナンシー』                                    |
| 2            | 『ナディアの誓い - On Her Shoulders』           |
| 2            | 『ホワイト・ボイス』                            |
| 2            | 『サスペリア』                                  |

### 受賞
| 受賞数 | 映画                             |
| ------ | -------------------------------- |
| 3      | 『ビール・ストリートの恋人たち』 |
| 2      | 『ある女流作家の罪と罰』         |

## 特別賞

### ジョン・カサヴェテス賞
- 『7日目（英語版）』
  - 『A Bread Factory』
  - 『Never Goin' Back』
  - 『Sócrates』
  - 『Thunder Road』

### ロバート・アルトマン賞（アンサンブル賞）
- 『サスペリア』

### Kiehl's Someone to Watch Award
- Alex Moratto - 『Sócrates』
  - Ioana Uricaru - 『Lemonade』
  - Jeremiah Zegar - 『We the Animals』

### The BONNIE Award
- デブラ・グラニック
  - タマラ・ジェンキンス（英語版）
  - カリン・クサマ

### Piaget Producers Award
- Shrihari Sathe
  - Jonathan Duffy、Kelly Williams
  - Gabrielle Nadig

### Truer than Fiction Award
- ビン・リュー（英語版） - 『行き止まりの世界に生まれて』
  - アレクサンドリア・ボンバッハ（英語版） – 『ナディアの誓い - On Her Shoulders（英語版）』
  - ラメル・ロス - 『Hale County This Morning, This Evening』